# Дъектиек
Дъектиек, Дьектиек (алт. Тектийек) — село в Шебалинском районе Республики Алтай России. Административный центр Дъектиекского сельского поселения.

## География
Расположен в горно-степной зоне северо-западной части Республики Алтай и находится вблизи рек Малый Пештек и Гордуба.
Абсолютная высота 1003 метров выше уровня моря
.
Уличная сеть
состоит из 21 географического объекта:
- Переулки: Лесной пер., Нагорный пер., Родниковый пер., Советский пер.
- Улицы: ул. Горная, ул. Лесная, ул. Луговая, ул. Молодежная, ул. Нагорная, ул. Новая, ул. Оленеводов, ул. Парковая, ул. Почтовая, ул. Садовая, ул. Советская, ул. Трактовая, ул. Центральная, ул. Школьная.

## Население
| 2010 | 2011 | 2012 | 2013 | 2014 | 2015 |
| ---- | ---- | ---- | ---- | ---- | ---- |
| 607  | →607 | ↘590 | ↗604 | ↗605 | ↘594 |
| 2016 |      |      |      |      |      |
| ↘593 |      |      |      |      |      |

## Инфраструктура
Отделение почтовой связи Дъектиек 649225 (Почтовая ул., 2)
Администрация Дъектиекского Сельского Поселения (Школьная ул., 1)
Стадион
Дом культуры (Центральная ул., 19).

## Транспорт
Автодороги регионального значения «Шебалино — Дъектиек» и «Дъектиек — Арбайта — Верх-Черга» 